# 10 000 mètres masculin aux Jeux olympiques d'été de 2016
Pour un article plus général, voir Athlétisme aux Jeux olympiques d'été de 2016.
Navigation
Londres 2012 Tokyo 2020
L'épreuve du 10 000 mètres masculin aux Jeux olympiques de 2016 se déroule le 13 août 2016 au Stade olympique de Rio de Janeiro, au Brésil. Elle est remportée par le Britannique Mohamed Farah dans le temps de 27 min 5 s 17.

## Programme
Tous les horaires correspondent à l'UTC-3
| Date                | Horaire | Manche |
| ------------------- | ------- | ------ |
| Samedi 13 août 2016 | 21 h 27 | Finale |

## Records
Avant cette compétition, les records dans cette discipline étaient les suivants :
| Record du monde  | 26 min 17 s 53 | Kenenisa Bekele | Éthiopie | 26 août 2005 | Bruxelles |
| Record olympique | 27 min 01 s 17 | Kenenisa Bekele | Éthiopie | 17 août 2008 | Pékin     |

## Médaillés
| Or            | Argent     | Bronze       |
| Mohamed Farah | Paul Tanui | Tamirat Tola |

## Résultats
| Rang               | Athlète                   | Pays             | Temps    | Notes |
| ------------------ | ------------------------- | ---------------- | -------- | ----- |
| Médaille d'or      | Mohamed Farah             | Grande-Bretagne  | 27:05.17 |       |
| Médaille d'argent  | Paul Tanui                | Kenya            | 27:05.64 | SB    |
| Médaille de bronze | Tamirat Tola              | Éthiopie         | 27:06.26 |       |
| 4                  | Yigrem Demelash           | Éthiopie         | 27:06.27 |       |
| 5                  | Galen Rupp                | États-Unis       | 27:08.92 | SB    |
| 6                  | Joshua Kiprui Cheptegei   | Ouganda          | 27:10.06 | PB    |
| 7                  | Bedan Karoki Muchiri      | Kenya            | 27:22.93 |       |
| 8                  | Zersenay Tadese           | Érythrée         | 27:23.86 |       |
| 9                  | Nguse Tesfaldet           | Érythrée         | 27:30.79 | SB    |
| 10                 | Abraham Cheroben          | Bahreïn          | 27:31.86 | PB    |
| 11                 | Geoffrey Kipsang Kamworor | Kenya            | 27:31.94 |       |
| 12                 | Zane Robertson            | Nouvelle-Zélande | 27:33.67 | NR    |
| 13                 | Polat Kemboi Arıkan       | Turquie          | 27:35.50 | PB    |
| 14                 | Leonard Essau Korir       | États-Unis       | 27:35.65 | SB    |
| 15                 | Abadi Hadis               | Éthiopie         | 27:36.34 |       |
| 16                 | David McNeill             | Australie        | 27:51.71 |       |
| 17                 | Suguru Ōsako              | Japon            | 27:51.94 |       |
| 18                 | Stephen Mokoka            | Afrique du Sud   | 27:54.57 |       |
| 19                 | Shadrack Kipchirchir      | États-Unis       | 27:58.32 | SB    |
| 20                 | Bashir Abdi               | Belgique         | 28:01.49 |       |
| 21                 | Luis Ostos                | Pérou            | 28:02.03 |       |
| 22                 | Moses Kurong              | Ouganda          | 28:03.38 |       |
| 23                 | Timothy Toroitich         | Ouganda          | 28:04.84 | SB    |
| 24                 | Goitom Kifle              | Érythrée         | 28:15.99 |       |
| 25                 | Andy Vernon               | Grande-Bretagne  | 28:19.36 | SB    |
| 26                 | El Hassan el-Abbassi      | Bahreïn          | 28:20.17 |       |
| 27                 | Olivier Irabaruta         | Burundi          | 28:32.75 |       |
| 28                 | Ben St Lawrence           | Australie        | 28:46.32 |       |
| 29                 | Yūta Shitara              | Japon            | 28:55.23 |       |
| 30                 | Kota Murayama             | Japon            | 29:02.51 |       |
| 31                 | Ross Millington           | Grande-Bretagne  | 29:14.95 |       |
| 32                 | Mohammed Ahmed            | Canada           | 29:32.84 |       |
| –                  | Hassan Chani              | Bahreïn          | DNF      |       |
| –                  | Ali Kaya                  | Turquie          | DNF      |       |

## Légende
Records et Performances
- AR : Record continental (area record)
- CR : Record des championnats (championship record)
- MR : Record du meeting (meet record)
- NR : Record national (national record)
- OR : Record olympique (olympic record)
- PR : Record paralympique (paralympic record)
- PB : Record personnel (personal best)
- SB : Meilleure performance personnelle de la saison (season's best)
- WL : Meilleure performance mondiale de l'année (world leader)
- WJR : Record du monde junior (world junior record)
- WR : Record du monde (world record)

Circonstances et Conditions
- DNF : N'a pas terminé (did not finish)
- DNS : N'a pas pris le départ (did not start)
- DQ : Disqualification (disqualification)
- NM : Aucun essai valable enregistré (No Mark)
- Q : Qualifié « directement » au prochain tour (ou à la prochaine compétition), lors d'une compétition majeure, grâce au classement ou à la réalisation des minima (automatic qualifier)
- q : Qualifié au prochain tour (ou à la prochaine compétition), lors d'une compétition majeure, grâce au repêchage ou à la réalisation de l'une des meilleures performances parmi celles des « non qualifiés directement » (grâce au meilleur temps ou à la meilleure distance par exemple) (secondary qualifier)